# Montjuïc (Pinós)
El Montjuïc és una muntanya de 647 metres dins del municipi de Pinós, a la comarca catalana del Solsonès.